# Rejon mieczetliński
Rejon mieczetliński (ros. Мечетлинский район) – jeden z 54 rejonów w Baszkirii. Stolicą regionu jest Bolszeustjikinskoje.
100% populacji stanowi ludność wiejska, ponieważ w regionie nie ma żadnego miasta.